# Metaphryniscus sosai
A Metaphryniscus sosai a kétéltűek (Amphibia) osztályába, a békák (Anura) rendjébe és a varangyfélék (Bufonidae) családba tartozó Metaphryniscus nem monotipikus faja. Nevét Maricela Sosa venezuelai biológus tiszteletére kapta.

## Elterjedése
A faj Venezuela endemikus faja,  a Cerro Marahuaca tepui tetején, 2600 méteres tengerszint feletti magasságban honos. Természetes élőhelye a szubtrópusi vagy trópusi párás hegyvidéki erdők.

## Természetvédelmi helyzete
A fajra nézve jelenleg nincs jelentős veszély, bár korlátozott elterjedési területe sérülékennyé teszi a külső hatásokkal szemben. A populáció a Parque Nacional Duida-Marahuaca területén él.